# Asociación Atlética Argentinos Juniors
Maillots
Actualités
L'Asociación Atlética Argentinos Juniors est un club de football argentin basé à Buenos Aires, fondé le 15 août 1904. 
Argentinos connaît son heure de gloire à la fin des années 1970, avec l'éclosion de Diego Maradona, et au début des années 1980, quand le club remporte consécutivement les championnats Metropolitano en 1984 et Nacional en 1985, puis la Copa Libertadores et la Copa Interamericana. Il est par ailleurs connu pour entretenir un centre de formation particulièrement performant.
Le club du quartier de La Paternal évolue en première division argentine depuis 2004. Le club est présidé par Cristian Malaspina depuis 2015.

## Histoire

### Débuts du club (1904-1930)

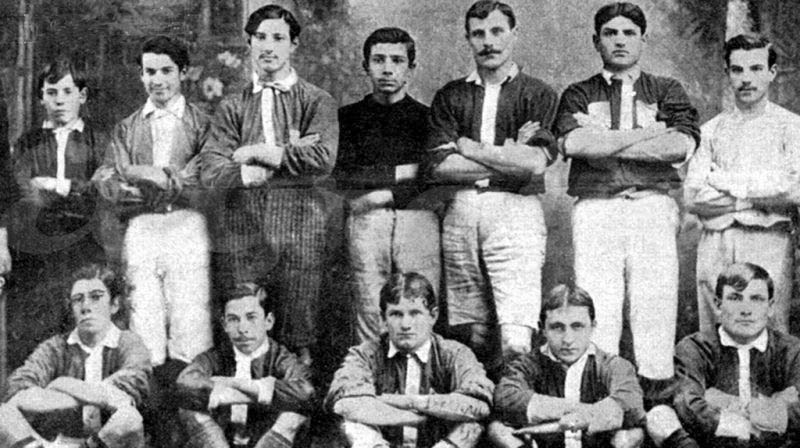
Argentinos juniors 1907

En 1904, des jeunes immigrés italiens du quartier populaire de Villa Crespo, imprégnés des idées socialistes et anarchistes, décident de créer un club de football. Ils lui donnent le nom de « Mártires de Chicago » (en français, les "Martyrs de Chicago") afin de rendre hommage aux Chevaliers du travail emprisonnés ou pendus à la suite du Massacre de Haymarket Square en 1886. 
Le 14 août 1904 les Mártires de Chicago disputent un match contre une autre équipe de leur quartier, Sol de la Victoria. Ils s'imposent deux buts à un et proposent à leur adversaire du jour de fusionner leurs deux équipes, ce qu'ils acceptent. Le nouveau club est baptisé Asociación Atlética y Futbolística Argentinos Unidos de Villa Crespo. Son premier président est Leandro Ravera Bianchi qui est élu par les membres du club. Dans les jours suivants et pour des raisons pratiques - l'imprimeur trouvant le nom trop long -, le club est renommé Asociación Atlética Argentinos Juniors. Le club adopte les couleurs rouges et blanches du parti socialiste argentin en lieu et place des couleurs initiales vertes et blanches. 
En 1905, le club s'affilie à la Liga Central, petite ligue locale qui organise un championnat. Argentinos Juniors entame la compétition par une sévère défaite face au club La Prensa (12-1) mais remporte malgré tout le tournoi, et par la même occasion le premier trophée de son histoire.
En 1909, le club s'affilie à la fédération d'Argentine de football (Argentine Football Association), qui est l'objet d'un schisme trois ans plus tard. Argentinos intègre la nouvelle Federación de Fútbol, qui lui propose d'évoluer en première division. Les dirigeants refusent, estimant que la promotion du club en première division doit s'acquérir sur le terrain. 
En 1920, ils disputent avec El Porvenir un barrage de montée en première division, qu'ils perdent (3-2 a.p.). La promotion est assurée l'année suivante, avant qu'Argentinos terminent sa première saison dans l'élite à une remarquable sixième place. Après une saison 1925 difficile, ils sont vice-champions en 1926 derrière Boca Juniors. En 1927, les deux fédérations nationales de football se réunissent. Argentinos intègre le championnat à 36 équipes, où ils assurent leur maintien jusqu'en 1930.

### La découverte du professionnalisme (1931-1966)

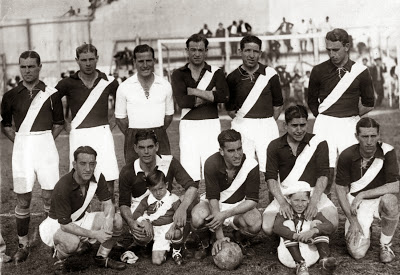
Argentinos Juniors 1933

En 1931, Argentinos quitte avec 17 autres équipes la fédération et fonde le premier championnat professionnel d'Argentine. Lors de la première saison, le club termine à la 11e place. 
En 1934, le championnat amateur et le championnat professionnel fusionnent de nouveau. Argentinos Juniors s'associe avec le Club Atlético Atlanta sous le nom Union Atlanta-Argentinos Juniors. À la suite de problèmes administratifs rencontrés par l'Atlanta, Argentinos Juniors remplace l'Union à partir de la 26e journée. Bien que bon dernier (avec seulement deux victoires en 39 matchs), les Bichitos Colorados ne sont pas relégués du fait de l'élargissement du championnat de 14 à 18 équipes. En 1937, le club retombe finalement en deuxième division et doit détruire son stade pour laisser passer une voie de chemin de fer en construction.
En 1940, Argentinos réalise une bonne saison qui lui permet de remporter le titre de deuxième division, mais est interdit de promotion par la fédération pour des raisons administratives : le club ne compte pas assez de joueurs et leur stade ne répond pas aux normes de l'élite. 
En 1948, alors qu'Argentinos pointe en tête de la poule de promotion de deuxième division après sept des onze journées prévues, le championnat est interrompu par une grève des joueurs. Finalement les résultats sont invalidés, et l'AFA n'organise pas de barrage de montée. Alors que la première division est élargie de 16 à 18 clubs pour la saison 1949, la fédération décide de repêcher les deux dernières équipes reléguées (Club Ferro Carril Oeste en 1946 et Club Atletico Atlanta en 1947).
En 1955, un an après avoir terminé à la deuxième place derrière Estudiantes de La Plata, Argentinos obtient finalement son retour en première division. Après un premier maintien arraché à la différence de buts, les rouges et blancs assurent par la suite des résultats plus confortables : 10e en 1957, 12e en 1958, 13e en 1959.
Lors de la saison 1960, l'équipe d'Argentinos obtient d'excellents résultats, au point de disputer le titre de champion au CA Independiente et à River Plate jusqu'à la dernière journée. Les saisons suivantes, qui voient le club retrouver le milieu de tableau, ne sont cependant pas à la hauteur de cette fameuse année 1960.

### Le maintien enMetropolitano(1967-1975)
La saison 1967 est l'occasion d'une profonde refonte du championnat, divisé en deux phases, le Metropolitano et le Nacional. Chaque phase sacre un club champion, mais seules les meilleures équipes du Metropolitano dispute le Nacional, les autres étant reversées dans des poules inférieures. 
En 1967, Argentinos termine à la dernière place non-relégable de la poule de promotion-relégation. Les années suivantes ne sont guère plus faciles et le club ne se qualifie pour la première fois en Nacional que lors de la saison 1971, à la suite d'une nouvelle modification du règlement du championnat. Les saisons suivantes sont relativement sereines, les Bichitos Colorados terminant généralement en milieu de tableau. En 1975, malgré une avant-dernière place à l'issue du Metropolitano, le club n'est pas inquiété pour son maintien du fait d'une bonne deuxième partie de saison.

### Les années Maradona (1976-1981)

Diego Armando Maradona

Le 20 octobre 1976, les supporters d'Argentinos Juniors assistent aux débuts de Diego Maradona, âgé de 15 ans seulement, face à Talleres, lancé par l'entraîneur Juan Monts. Le 14 novembre, il inscrit un doublé face à San Lorenzo. Le club se maintient de justesse. Rapidement, il devient le leader de l'équipe, qu'il fait progresser dans la hiérarchie. Son talent est tel qu'il honore sa première sélection en équipe nationale le 27 février 1977, lors d'un match contre la Hongrie.
En 1979, l'équipe, portée par Maradona, plus jeune meilleur buteur de l'histoire du championnat argentin, termine à la troisième place du Metropolitano (après barrage). Le jeune attaquant remporte le Ballon d'Or argentin cette année-là. En 1980, Argentinos termine à la deuxième place du Metropolitano, son meilleur classement depuis les débuts de l'ère professionnel, mais s'incline en quart de finale du tournoi final du Nacional face au Racing Córdoba. 
Auteur de 116 buts en 166 matches avec son club formateur, Maradona est transféré à Boca Juniors en 1981 contre une indemnité d'un million de livres avant d'avoir pu gagner un titre.

### L'heure de gloire (1982-1986)
La perte sportive que représente le départ de Maradona se fait sentir immédiatement, et Argentinos Juniors n'évite la relégation en 1981 qu'au bénéfice d'une victoire sur San Lorenzo lors de la dernière journée. 
Le montant du transfert permet cependant au club de se renforcer. En 1982, l'équipe termine en milieu de tableau du Metropolitano. L'année suivante, elle déménage au Estadio Ricardo Etcheverry, stade appartenant au Club Ferro Carril Oeste. Sous la direction d'Ángel Labruna, ancien entraîneur emblématique de River Plate, les joueurs d'Argentinos profitent des meilleures conditions de jeu. Ils atteignent les quarts de finale du championnat Nacional, où ils éliminent l'ancien club de leur entraîneur, avant d'être éliminés par Independiente. Alors qu'ils sont installés en milieu de tableau du Metropolitano, Labruna décède brutalement. 
Roberto Saporiti le remplace pour la fin de saison, en respectant l'effectif et le style de jeu défini par Labruna. Il mène l'équipe en quart de finale du Nacional la saison suivante, avant de réussir l'exploit de remporter le Metropolitano en 1984, avec un point d'avance sur le Club Ferro Carril Oeste. C'est le premier titre d'envergure de l'histoire du club, qui lui offre la qualification pour la Copa Libertadores 1985.
Lors de l'intersaison, Saporiti laisse sa place à José Yudica, connu notamment pour avoir mené Quilmes Atlético Club au titre en 1978. Le règlement de l'édition 1985 du championnat d'Argentine est particulièrement complexe, prévoyant notamment des repêchages pour les équipes éliminées en cours de compétition. Argentinos remporte sa première phase de poule et se qualifie pour la phase finale des « vainqueurs » en disposant de San Lorenzo en matchs de barrage. S'ensuit des victoires sur San Martín Tucumán en quart (0-2), du Club Ferro Carril Oeste en demi (0-3) et l'élimination de Vélez Sársfield en finale (2-0 puis 0-2, 4-3 t.a.b.), qui permet à Argentinos Juniors d'atteindre la finale du championnat où le rejoint... Vélez Sársfield, vainqueur du tournoi des repêchés, à la suite de sa défaite en finale du tournoi des vainqueurs.
Le 28 août 1985, Argentinos Juniors et Vélez Sársfield ne peuvent se départager en finale du championnat qu'à la séance des tirs au but, que Vélez remporte cette fois-ci (1-1, 3-4 t.a.b.). Les Bichitos Colorados ayant atteint la finale par le tournoi des vainqueurs, ils bénéficient cependant d'un droit au repêchage dont toutes les autres équipes ont précédemment bénéficié : une deuxième finale est organisée le 3 septembre, qu'ils remportent enfin (1-2) ! 
La Copa Libertadores 1985 voit participer trois clubs argentins : le tenant du titre Independiente, ainsi que le Club Ferro Carril Oeste et Argentinos Juniors, vainqueurs du championnat d'Argentine 1984. Au premier tour, les Bichitos Colorados terminent à la première place de leur groupe, composé de Ferro et des Brésiliens de Fluminense et de Vasco de Gama, après un match d'appui remporté sur leur voisin (3-1). Au second tour, Argentinos remporte de nouveau son groupe, composé d'Independiente et des Boliviens de Club Blooming, grâce à une victoire lors du dernier match sur le terrain d'Independiente.
La finale de la compétition continentale oppose donc Argentinos Juniors aux Colombiens d'América de Cali. Vainqueurs 1-0 à domicile, les Argentins s'inclinent en Colombie sur le même score. Un match d'appui est organisé à Asuncion, au Paraguay, qui voit les deux équipes se neutraliser (1-1). La victoire doit se jouer de nouveau sur une séance de tirs au but, remportée par les Argentins (5-4).

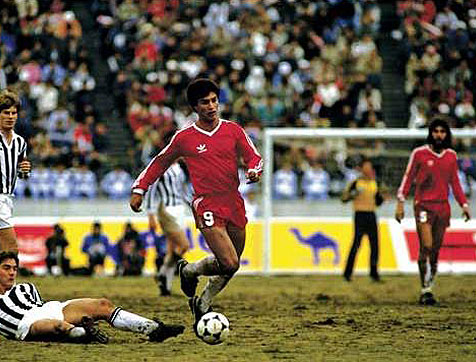
Finale de la Coupe interconinentale 1985 contre la Juventus Turin

Le 8 décembre 1985, le club de Buenos Aires doit par conséquent affronter à Tokyo les Italiens de la Juventus, menés par Michel Platini en finale de la coupe intercontinentale. Après un match nul (2-2), la victoire se joue lors d'une nouvelle séance de tirs au but, perdue cette fois par les Argentins (2-4). 
Un an plus tard, le 10 décembre 1986, Argentinos remporte la finale de la Copa Interamericana 1985, face à Defence Force, club de Trinité-et-Tobago (1-0).
Qualifiés pour le second tour de la Copa Libertadores 1986 en tant que tenants du titre, Argentinos s'incline face à Club Atlético River Plate, futur vainqueur, à la différence de buts. 
L'année 1985 voit le championnat d'Argentine se réformer de nouveau et adopter un schéma calqué sur les saisons européennes, avec une poule unique d'une vingtaine de clubs dont le déroulement s'étend à cheval sur deux années civiles. Argentinos Juniors réalise une saison 1985-1986 de bon niveau, terminée à la 4e place du championnat.

### Transitions et retour au sommet (depuis 1986)
La saison 1986-1987 voit le club obtenir son maintien de justesse, mais les années suivantes sont plus tranquilles, Argentinos Juniors terminant les championnats en milieu de tableau, même si la majorité des vainqueurs de la Copa Libertadores sont partis.
En 1990, le règlement du championnat est de nouveau modifié : deux tournois ont lieu (Apertura et Clausura) successivement. Le titre de champion se joue entre les vainqueurs des deux tournois, si ce n'est pas le même club. Les rouges et blancs reculent progressivement au classement, mais sont d'abord relativement protégés par le système de relégation qui classe les clubs en fonction de leurs résultats sur leurs trois dernières saisons. Ils connaissent au cours des années 1990 et 2000 une succession d'aller-retours entre la première et la deuxième division.
En 1992-1993, Argentinos Juniors est dernier non-relégable au classement des trois dernières années. Les très mauvais résultats obtenus lors des tournois Clausura en 1995 puis 1996 plombent le club, qui est finalement relégué en deuxième division. 
Sous la direction de l'entraîneur Osvaldo Sosa (en), dont c'est le quatrième retour au club, Argentinos remporte le championnat de deuxième division dès sa première saison, puis réalise deux saisons de bon niveau, terminant les différents championnats en première partie de tableau. Les saisons 1999-2000 et 2000-2001 sont plus difficiles. Malgré une quatrième place lors du tournoi Clausura de 2001, les Bichitos Colorados doivent disputer des barrages de relégation face à l'Instituto Atlético Central Córdoba . Les deux matchs s'étant achevé sur des scores nuls, Argentinos est sauvé en vertu du « sports advantage ». Lors de la saison suivante, les résultats ne s'améliorent pas et le club est relégué directement. 
En 2002-2003, les Bichitos Colorados terminent 2e et s'inclinent en barrages de promotion face à Nueva Chicago. De nouveau qualifié pour les barrages de montée la saison suivante, Argentinos dispose de Talleres de Córdoba, troisième du dernier tournoi Clausura, et retrouve sa place en première division en 2004. Le retour dans l'élite est difficile, le club doit de nouveau sortir vainqueur des barrages pour conserver sa place en 2005 (face à l'Atlético de Rafaela) et en 2006 (face à Huracán, malgré deux matchs nuls).
L'année 2007 voit enfin Argentinos prendre de la distance avec le bas de tableau : 8e du Clausura et 5e de l’Apertura en 2007, 7e du Clausura 2008... Cinquième au total de la saison 2007-2008, le club est qualifié pour la Copa Sudamericana 2008, dont il atteint les demi-finales, avant d'être éliminé par les Argentins d'Estudiantes de La Plata. La saison 2008-2009 est paradoxalement très difficile en championnat, le club terminant à la dernière place du classement agrégé, sans que cela ne lui vaille de disputer les barrages de descente du fait de ses bons classements précédents.
En 2010, les Argentinos remporte le championnat argentin et décrochent leur ticket pour la Copa Libertadores.

## Palmarès
| Professionnels | Amateurs | Tournois nationaux amicaux |
| --- | --- | --- |
| - Primera división : - Champion en 1984 (Metropolitano), 1985 (Nacional) et 2010 (Clausura) - Championnat de Nacional-B : - Champion en 1940, 1955 et 1997. - Vainqueur de la Copa Libertadores : 1985. - Finaliste de la Coupe intercontinentale : 1985. - Vainqueur de la Copa Interamericana : 1986. | - Liga Central : 1905. - Division 1 Amateur : - Vice-champion en 1926. - Coupe Competencia : - Finaliste en 1925. | - Coupe San Martín de Tours : - Vainqueur en 1980, 1992 et 1995. - Tournoi Hexagonal Amical de Buenos Aires : - Vainqueur en 1963. - Tournoi Quadrangulaire : - Vainqueur en 1965. |

## Couleurs et logo

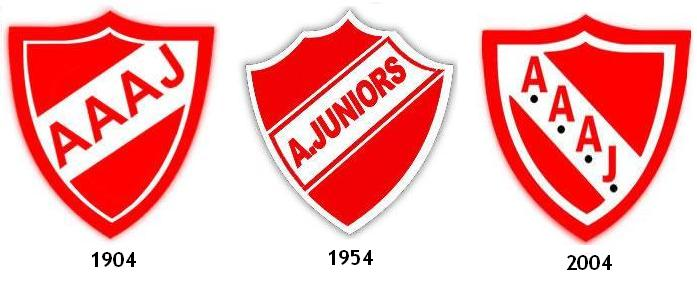
Évolution du logo

En 1917, après avoir utilisé des maillots de différentes couleurs, les dirigeants d'Argentinos Juniors optent pour un maillot rouge, référence aux origines socialistes du club, qui devient le maillot traditionnel. 
Au cours des années, le maillot est parfois décoré de parements blancs, tandis que le short et les bas sont de couleur banche ou rouge. En 2009, le maillot rouge est par exemple barré d'une barre diagonale de couleur blanche, le short est blanc et les bas sont rouges.

## Infrastructures

### Stades

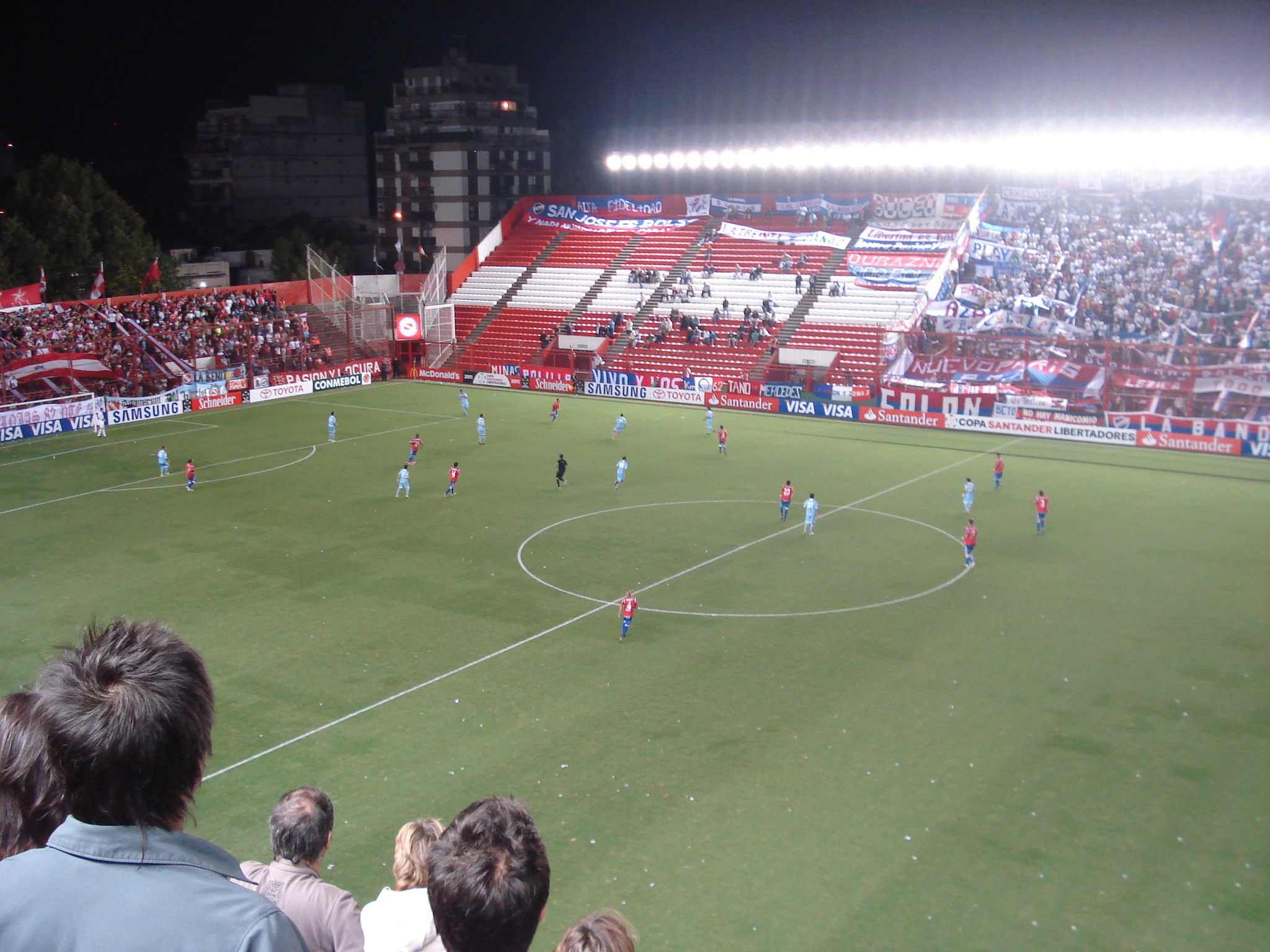
Le stade Maradona

Le club a changé régulièrement de stade au cours de son histoire mais reste toujours dans l'agglomération de Buenos Aires. 
En 1983, l'entraîneur Ángel Labruna obtient le déménagement de l'équipe à l'estadio Ricardo Etcheverry, qui appartient au Club Ferro Carril Oeste. Au début des années 1990, les dirigeants décident de faire construire un stade digne du standing du club, en faisant en sorte qu'en attendant son inauguration, les joueurs d'Argentinos Juniors continuent d'utiliser le stade de Ferro Carril.
Finalement, l'estadio Diego Armando Maradona, surnommé La Paternal d'après le nom du quartier de Buenos Aires dans lequel il est situé, est inauguré en 2003, sur l'emplacement d'un ancien stade construit en 1940. Dix années de travaux ont été nécessaires du fait de la situation financière difficile du club. Doté de 24 800 places Il porte le nom de l'ancien joueur d'Argentinos Juniors Diego Maradona, considéré comme le meilleur joueur de l'histoire du football argentin.

### El Semillero, le centre de formation
Le club est connu pour entretenir un centre de formation, surnommé el Semillero (que l'on peut traduire par pépinière), considéré comme l'un des plus performants du pays, d'où sont sortis notamment, outre Diego Maradona, Juan Román Riquelme, Juan Pablo Sorín, Esteban Cambiasso, Fabricio Coloccini, Fernando Redondo, Claudio Borghi et Sergio Batista.

## Personnages du club

### Présidents
- 1904-1907 :  Leandro Ravera Bianchi
- 1907-1911 :  Tomás Tericone
- 1911-1916 :  Teófilo Pebe
- 1916-1922 :  Emilio Couy
- 1922-1927 :  Edgardo Melozeth
- 1927-1932 :  Juan Guglielmetti
- 1932-1939 :  Domingo Capitani
- 1939-1943 :  Gastón García Miramón
- 1943-1951 :  Emilio Ardoy
- 1951-1958 :  Antonio Delporto
- 1958-1962 :  Víctor Giacobacci
- 1962-1966 :  Juan Bautista Molinari
- 1966-1970 :  Domingo Deker
- 1970-1973 :  Arturo García Vázquez
- 1973-1975 :  Osvaldo Sanguinetti
- 1975-1976 :  Mariano Boggiano
- 1976-1977 :  Florentino Alem
- 1977 :  Carlos Pascual Osorio
- 1977 :  Juan Fiori
- 1977 :  Omar Santiago Gallo
- 1977-1981 :  Próspero Víctor Cónsoli
- 1981-1992 :  Domingo Tesone
- 1992-1995 :  Luis Veiga
- 1995-1996 :  Ricardo Bravo
- 1996-2002 :  Oscar Giménez
- 2002-2014 :  Luis Manuel Segura
- 2014-2015 :  Rubén Forastiero
- Depuis 2015:   Cristian Malaspina

### Entraîneurs
Les mouvements sur le banc de touche du club sont incessants, à tel point qu'il est assez difficile d'en retracer l'historique avec certitude.
- 1940 :  Ramón Muttis
- 1955 :  Francisco Fandiño
- 1969 :  Carlos Cavagnaro (à 22 ans)
- 1970 :  Oswaldo Panzuto
- 1970-1971 :  Osvaldo Sosa (en)
- 1974 :  Osvaldo Sosa (en)
- 1976 :  Francisco Cornejo (en)
- 1981 :  José Varacka
- 1981 :  Osvaldo Sosa (en)
- 1981 :  Juan Carlos Lorenzo
- 1981-1984 :  Ángel Labruna
- 1984 :  Roberto Saporiti
- 1985-1986 :  José Yudica
- 1986 :  Roberto Saporiti
- 1987 :  Roberto Fleitas
- 1988 :  Jorge Olguín
- 1991-1992 :  José Yudica
- 1992 :  Patricio Hernández
- 1992-1994 :  Osvaldo Sosa (en)
- 1994 :  Luis Garisto
- 1995-1996 :  Roberto Saporiti
- 1996 :  Carlos Fren (en) (1 match)
- 1996 :  Jorge Olguín
- 1997-2000 :  Osvaldo Sosa (en)
- 2000-2002 :  Sergio Batista
- 2003 :  Ricardo Gareca
- 2004 :  Sergio Batista
- 2004-2005 :  Osvaldo Sosa (en)
- 2005-2006 :  Gregorio Pérez
- 2006 :  Adrián Domenech
- 2007 :  Ricardo Caruso Lombardi (en)
- 2007-2008 :  Néstor Gorosito
- 2009 :  Claudio Vivas (es)
- 2009-2010 :  Claudio Borghi
- nov. 2012-déc. 2013 :  Gabriel Schurrer[18]
- jan. 2014-oct. 2014 :  Claudio Borghi
- 2016-2017 :  Gabriel Heinze
- depuis 2017 :  Alfredo Berti

### Joueurs

#### Joueurs emblématiques
En 1943, Héctor Ingunza fait ses débuts au club. Il inscrit 143 buts entre 1943 et 1946, ce qui en fait à ce jour[Quand ?] le meilleur buteur de l'histoire du club.
Pour autant, le joueur le plus connu de l'histoire du club est sans conteste Diego Maradona, considéré comme l'un des meilleurs joueurs de l'histoire du football. Formé au club, Maradona y débute en 1976, à quinze ans. Il en défend ses couleurs jusqu'en 1981, le temps de remporter le titre de meilleur buteur lors de cinq championnats de suite (Metropolitano 1978, Metropolitano et Nacional 1979, Metropolitano et Nacional 1980). Il donne son nom en 2003 au stade actuel d'Argentinos Juniors. 
Pour autant Maradona ne remporte pas de trophée avec le club, contrairement aux acteurs de la saison 1985, vainqueurs du championnat et de la Copa Libertadores. Dirigée par José Yudica, l'équipe-type est alors la suivante : Enrique Vidallé (en) - Carmelo Villalba (en), José Luis Pavoni (en), Jorge Pellegrini (en), Adrián Domenech - Emilio Commisso, Jorge Olguín, Sergio Batista, Renato Corsi (en), Mario Videla (en) - Claudio Borghi. Les remplaçants sont notamment Armando Dely Valdés, Juan José López et Carlos Manuel Morete (en). Quelques mois plus tard, Sergio Batista et Claudio Borghi remportent la coupe du monde 1986 avec l'Argentine.

## Culture populaire

### Supporters
Le surnom « los Bichos Colorados » recouvre globalement joueurs et supporters du club. Pour autant, plusieurs groupes coexistent : La Banda de La Paternal, qui semble être le principal groupe, Carranza, Los Viejos, Los Pibes de la Avenida, La Isla y La Pampa, etc.

### Rivalités
La ville de Buenos Aires ne manquant pas de clubs de football professionnels, la proximité géographique entre ces derniers nourrit une certaine rivalité, a fortiori quand les quartiers sont très proches. 
Dans les années 1910, le club entretient une rivalité notable avec le Club Sportivo Palermo (es), puis à partir des années 1930 avec le Club Atlético All Boys, situé à proximité d'Argentinos Juniors. Depuis les années 1980, le Club Atlético Platense est considéré comme le principal rival du club, ainsi que Vélez Sarsfield.

## Anecdote
Le 20 novembre 1988, Argentinos Juniors et le Racing Club font match nul. Le règlement stipulant que les équipes doivent être départagées aux tirs au but, il faut 50 minutes et 44 tentatives pour qu'Argentinos l'emporte 20 à 19. Ce record a été battu par deux équipes namibiennes en 2005 avec 48 tentatives !